# Nazionale di korfball dell'Italia
La nazionale italiana di korfball è la selezione di korfball che rappresenta l'Italia in ambito internazionale.
Opera sotto la giurisdizione della Federazione Italiana Korfball, partecipante alle competizioni organizzate dall'International Korfball Federation.

## Storia
La Nazionale italiana, allenata da Frank Veenman, ha esordito a Moncalieri il 25 aprile 2005, vincendo la Coppa del Mediterraneo contro la Grecia. La squadra esordì perdendo 7-8 contro i greci; vinse poi la seconda gara del giorno per 13-6 aggiudicandosi il trofeo amichevole.
Cereda è diventato il commissario tecnico nel 2008, quando la Nazionale ha partecipato al 4 nazioni contro Lussemburgo, Germania e Irlanda, e ha chiuso all'ultimo posto.
Ha preso poi parte all'edizione 2009 dell'European Bowl, chiudendo senza vittorie. L'allenatore era Massimo Cereda; la formazione comprendeva Arturo De Nardi, Giulio De Nardi, Alessio Vergagni, Andrea Barbieri, Stefano Balostro, Evans Bentivogli, Silvia Crosetti, Claudia Costantiniu, Elena Cavriani, Monica Formentin, Donatella Di Fonzo, Cristina Pettenuzzo e Tea Bezziccheri.
Nel dicembre 2011, risultava 32ª nel IKF World Korfball Ranking.

## Commissari tecnici
- Frank Veenman (2005)
- Massimo Cereda (2008-2009)